# Mobilida
Mobilida — ряд інфузорій класу Oligohymenophorea. Іноді вважається підрядом Mobilina у складі ряду Peritrichida (разом із Sessilina).

## Родини
Ряд містить чотири родини.
- Leiotrochidae
- Polycyclidae
- Trichodinidae
- Urceolariidae